# 단원고등학교
단원고등학교(檀園高等學校)는 대한민국 경기도 안산시 단원구 고잔동에 있는 공립 고등학교이다.

## 학교 연혁
- 2005년 1월 5일 : 단원고등학교 30학급 설립인가
- 2005년 3월 1일 : 초대 이경근 교장 취임
- 2005년 3월 2일 : 제1회 입학식 (587명)
- 2008년 2월 1일 : 제1회 졸업식 (542명)
- 2019년 1월 11일 : 제12회 졸업식(306명) (누적 5,129명)
- 2019년 2월 12일 : 명예졸업식(205명) 누적 5,379명
- 2022년 3월 1일 : 제8대 박인석 교장 취임
- 2024년 1월 8일 : 제17회 졸업생(208명) (누적 6,636명)
- 2024년 3월 4일 : 제20회 입학생(249명)

## 사건 및 사고

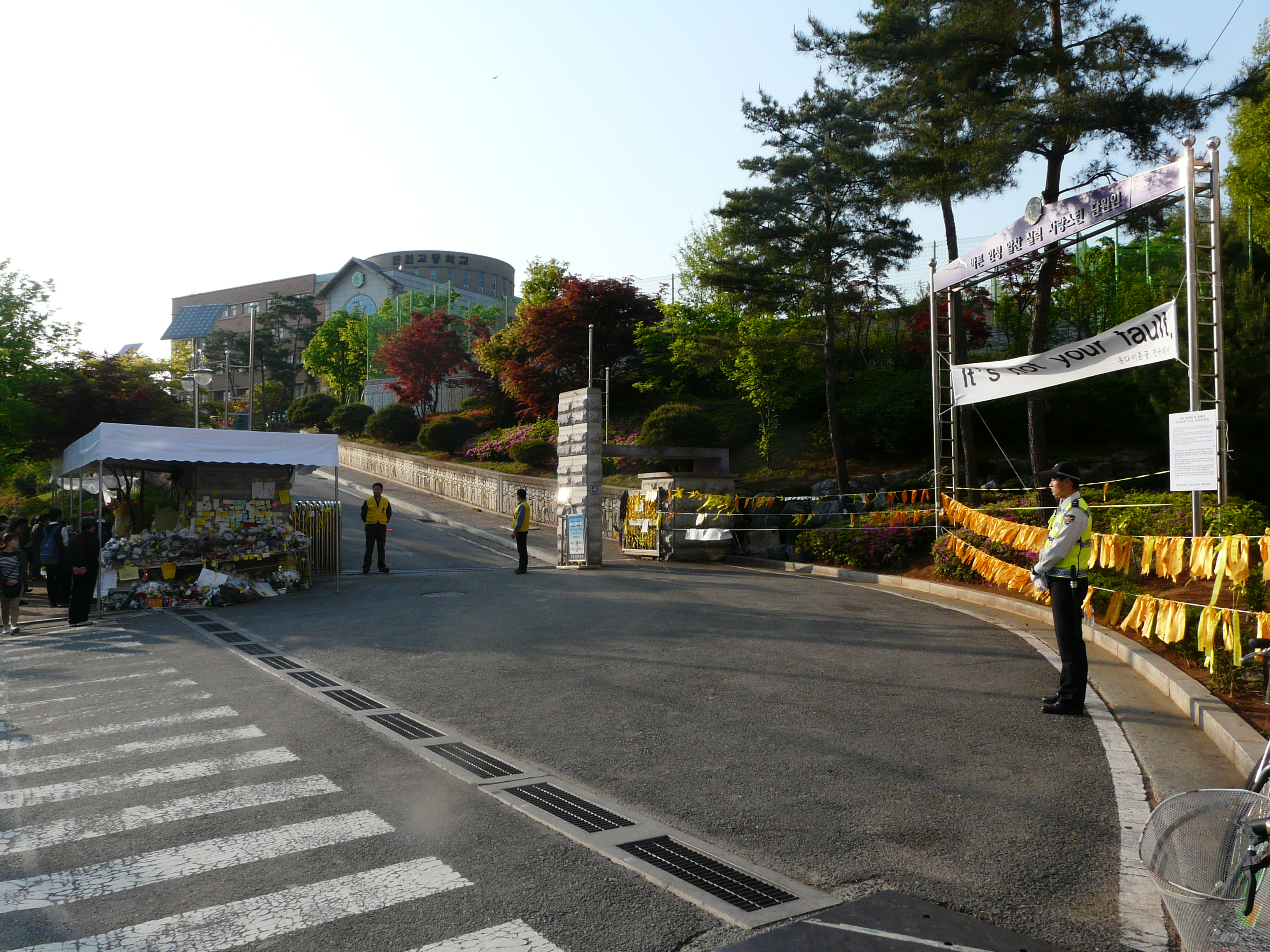
단원고등학교 교문 앞 세월호 희생자를 기리는 노란 리본이 걸려있다.

2014년 4월 16일, 전라남도 진도군 조도면 병풍도 인근 해상에서 일어난 세월호 참사로 인해 제주도로 수학여행을 떠나던 2학년 학생 325명과 교사 14명 중 262명이 사망하거나 실종되었다. 안전을 고려해서 비행기를 타기 위해 김포국제공항으로 가던 특수학급 학생들은 세월호 침몰 소식을 듣고 귀가하였다. 원래 일정대로라면 4월 16일부터 4월 18일까지 2박 3일간 제주도의 JIBS 방송국에서 현장체험학습(수학여행)을 마치고, 4월 18일에 집으로 귀가할 예정이었다.

### 기억교실 논란
세월호 참사 당시 2학년 학생들이 사용하던 교실이 '기억교실'로 보존되어 왔는데, 2016년 신입생을 배정받으면서 추모 공간 조성 문제로 교실이 부족해지자 단원고 학교운영위원회 등의 '단원고 교육가족'은 교실 부족 문제 해결과 재학생의 심리적 부담감 해소를 위해 '기억교실'을 '재학생'들에게 돌려줘야 한다고 주장했다. 경기도교육청은 10개의 기억교실을 학교 앞 부지로 옮겨 가칭 '4·16 민주시민교육원'을 만들겠다고 희생학생 유가족에게 제안하였으나, 관련 단체들의 반대로 무산되었고, 이에 단원고 재학생 학부모 중 일부는 신입생 설명회를 방해하면서 '기억교실'의 반환이 성사될 때까지 앞으로 모든 학교 행사와 학교 출입 인원을 저지하겠다고 밝혔다.

## 참고 자료
- 단원고등학교 - 한국교육학술정보원 학교알리미